# الفتاة الأخيرة

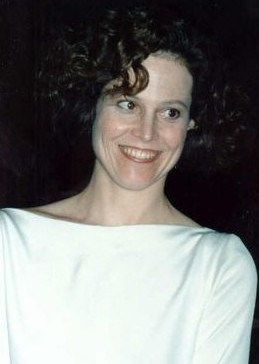
لعبت سيغورني ويفر دور إلين ريبلي، وهو مثال واضح على في الفيلم الأول من سلسلة أفلام.

الفتاة الأخيرة (بالإنجليزية: Final girl)‏ هو مُسمى مجازي في أفلام الرعب، ولا سيما أفلام القتل المُتسلسل. ويُشير إلى آخر امرأة تنجو وتبقى على قيد الحياة لتواجه القاتل، بحجة أنها البطلة المُتبقية لرواية القصة. لُوحظ ظهور الفتاة الأخيرة في العديد من الأفلام، بما في ذلك سلسلة مجزرة منشار تكساس (1974) وعيد الميلاد الأسود (1974) وهالوين وهيل رايزر (1987) وفضائي ويوم الجمعة الثالث عشر وكابوس شارع إيلم وصرخة والنسب (2005) وأنت التالي (2011) وكوخ الغابة (2012) والشر المميت (2013). وصاغت الكاتبة الأمريكية كارول جاي كلوفر هذا المصطلح في كتابها الرجال والنساء والمناشير السلسلية، في فيلم الرعب الحديث عام 1992. واقترحت كلوفر فكرة أن المُشاهد في هذه الأفلام يبدأ بمُشاركة وجهة نظر القاتل، ولكنه يشهد تحولًا في تحديد هوية الفتاة الأخيرة بشكل جزئي خلال الفيلم.

## استخدام المصطلح
يُعد المعنى الأصلي لمُصطلح الفتاة الأخيرة، الذي وصفته كلوفر عام 1992، مُحددًا للغاية. درست كلوفر الأفلام المُتسللة من السبعينيات حتى الثمانينيات، وهي الفترة التي اعُتبرت العصر الذهبي لهذا النوع، وحددت خصائص الفتاة الأخيرة بأنها الأنثى الوحيدة الناجية من مجموعة من الأشخاص، عادةً من الذكور، الذين يُطارَدون من قِبَل المجرم، وأنها هي من تحصل على المواجهة النهائية معه، سواء قَتلتْه بنفسها أو تم إنقاذها في اللحظة الأخيرة من قِبَل شخص آخر، مثل ضابط شرطة على سبيل المثال. وتتفرد الفتاة بهذا الامتياز نتيجةً لتفوقها الأخلاقي الضمني، كونها هي الوحيدة التي ترفض الجنس والمخدرات والسلوكيات الأخرى، على عكس أصدقاءها الآخرين الذين عادة ما ينتهي بهم الأمر إلى الوفاة. ومع ذلك، فإن مُصطلح الفتاة الأخيرة غالبًا ما كان يُستخدم بمعنى أوسع نطاقًا، وبخاصة في السنوات الأخيرة، حيث طُبق أيضًا خارج نطاق النوع المُتسلل، وللإناث غير النقية أخلاقيًا، أو حتى اللاتي يبقين مع الناجين الآخرين، شريطةً ألا يكون الناجون الآخرون هم المحور الرئيسي للنضال. فلم تعد تظهر الفتاة العذرية النمطية التي تنأى بنفسها عن الاختلاط بصديقاتها بكثرة في الوقت الحالي. وعلاوة على ذلك، فقد انخفضت شعبية أفلام التقطيع في العقود الأخيرة، واستُعيض عنها برعب الخيال العلمي في تسعينيات القرن العشرين، والرعب الخارق للطبيعة في القرن الحادي والعشرين. في الواقع، لقد قيل إن أكثر ما يُميز المرأة في رعب القرن الحادي والعشرين هو شخصية الأم المُختلة.

## المفهوم المجازي
يُعد خط سير الأحداث في العديد من أفلام الرعب واحدًا، حيث يُقتَل عدد من الضحايا واحدًا تلو الآخر وسط تزايد الرعب، وتبلغ ذروتها مع آخر عضو ناجي في المجموعة، وعادةً ما تكون أنثى، التي إما تهزم القاتل أو تهرب. تطور مُصطلح الفتاة الأخيرة المجازي على مر السنين؛ ففي بادئ الأمر، كانت الفتيات الأخيرات في محنة في كثير من الأحيان، وغالبًا ما كان يُنقذهن رجل قوي مثل ضابط شرطة أو بطل غريب، إلى أن أصبحن فتيات أخيرات أكثر حداثة وبالتالي أكثر عرضة للبقاء على قيد الحياة بفضل قدراتهن الخاصة. فتُلحظ الشخصية الخيالية ليلي كرين، التي أوجدها روبرت بلوخ في روايته سايكو عام 1959 والتي عالجها سينمائيًا ألفريد هتشكوك في الفيلم الذي يحمل نفس الاسم، فهي نموذج على النساء الناجيات، التي أنقذها صامويل لوميس في نهاية الفيلم، وحالها كحال الفتاة الأخيرة لوري سترود في فيلم هالوين، التي يُنقذها شخص آخر أيضًا؛ إلا أنه وفقًا لتعريف كلوفر فهن لسن فتيات أخيرات كونهن يُعانين أخلاقيًا من بعض الأمور. وعلى هذا الأساس، يُجادل توني ويليامز بأنه في حين كانت بطلات أفلام الرعب في الثمانينيات أكثر تقدمًا من تلك التي شهدتها العقود السابقة، فإن التغيير في النوع الاجتماعي يتم بشكل مُتحفظ، ولا يُمكن اعتبار اتفاقية الفتيات الأخيرات اتفاقية تدريجية دون إجراء المزيد من التحقيق الشامل. علاوةً على ذلك، في العديد من الأفلام المُتقطعة، فإن فوز الفتاة الأخيرة غالبًا ما يكون غامضًا أو ظاهرًا فقط. فإن حقيقة أنها لا تزال على قيد الحياة في نهاية الفيلم لا يجعل منها بطلة مُنتصرة. ففي كثير من هذه الأفلام، تكون النهاية غامضة، حيث يكون القاتل/الكيان لا يزال أو ربما على قيد الحياة، مما يجعل المُشاهدين غير مُتأكدين من مُستقبل الفتاة الأخيرة، كما في حالة جيس في فيلم عيد الميلاد الأسود عام 1974. كما يُقدم توني ويليامز عدّةً أمثلة للفتيات الأخيرات في البطلات النهائيات لسلسلة أفلام الجمعة الثالث عشر مثل كريس هيجنز في يوم الجمعة الثالث عشر الجزء الثالث. ويُشير إلى أنها لا تختتم الفيلم مُنتصرة كليًا. فتكون كريس مشلولة الحركة في نهاية الفيلم. ويُلاحظ ويليامز أيضًا أن يوم الجمعة الثالث عشر: الفصل النهائي ليس به فتاة أخيرة، على الرغم من بقاء تريش جارفيس على قيد الحياة في نهاية الفيلم. كما يُشير ويليامز إلى أن الفتيات الأخيرات يكُن على قيد الحياة في كثير من الأحيان، ولكن في التتمة يُقتلن أو يُأسرن. ومن الأمثلة البارزة على ذلك أليس، التي تنجو في فيلم يوم الجمعة الثالث عشر (فيلم 1980) فقط وتُقتل في بداية الجزء الثاني من الفيلم. ويقول ديريك سولز أن المصير المأساوي لمثل هؤلاء الفتيات يُمثل تعبيرًا عن المجتمع الأبوي حيث يجب احتواء النساء المُستقلات القويات أو تدميرهن. وفي الأفلام الأكثر حداثة، بدأ كل هذا يتغير، حيث لم تُصبح الفتاة الأخيرة محكومًا عليها بالفشل، ومن الأمثلة البارزة على ذلك سلسلة أفلام الصرخة.
وفقًا لكلوفر، تُشارك الفتاة الأخيرة في العديد من الأفلام ذات الخصائص المشتركة: فهي عادة عذراء، وتتجنب ما يقع فيه الضحايا مثل تعاطي المخدرات. ولديها أحيانًا اسمًا مُوحدًا للجنسين مثل أفيري أو كريس أو سيدني. في بعض الأحيان، يكون للفتاة الأخيرة تاريخ مُشترك مع القاتل. وتُحقق الفتاة الأخيرة الوعي داخل الفيلم، وتُحرك السرد إلى الأمام، كما أنها تعكس الذكاء والفضول واليقظة. وفي سلاشر الأفلام الأخرى، ولا سيما في عقد الثمانينيات، كان الموت بالجنس هو المُسيطر، حيث كان يتبع العنف مشاهد الجنس بفترة قصيرة، حيث يُقتل المُشاركون بطرق مُروعة. إلا أن أفلام الرعب الأكثر حداثة غيرت المزيد من هذه الاستعارات. وعلى حد تعبير جيس باتييس، فإن بافي سامرز في فيلم بافي قاتلة مصاصي الدماء، دمرت المُصطلح المجازي للفتاة الأخيرة في أفلام الرعب من الدرجة الثانية. ويُلاحظ جيسون ميدلتون أنه على الرغم من أن بافي تُحقق دور الفتاة الأخيرة القاتلة في قتل الوحش، فهي تُناقض وصف كلوفر للفتاة الأخيرة بعدة طرق. فبافي هي المُشجعة وهي شقراء جميلة تحمل اسمًا أولًا مُؤنثًا وتُمارس الجنس مع الأولاد وما زالت تستطيع قتل الوحش. وأيضًا استطاعت سيدني بريسكوت البقاء في فيلم الصرخة على الرغم من ممارستها الجنس.
إن إحدى المبادئ الأساسية لنظرية كلوفر هو أن تحديد الجمهور غير مُستقر ويمر بناءً على الحدود بين الجنسين، خاصة في أفلام السلاشر. وتجادل كلوفر خلال مُواجهة الفتاة الأخيرة مع القاتل، حيث أنها تتقمص الدور الذكوري عبر استيلائها على الأسلحة، مثل السكين أو المنشار لتستخدمها ضد القاتل. تُثير ظاهرة الجمهور الذكوري، الذي يُعرف بعلاقته بشخصية أنثى شابة، ويرتبط عادةً باستراق النظر السادي في النوع الظاهري المُوجه للذكور، أسئلة مُثيرة حول طبيعة سلاشر أفلام الرعب وعلاقتها بالنسوية. وتُضيف كلوفر قائلة أنه من أجل نجاح أي فيلم، من الضروري أن تكون الشخصية الناجية أنثى لأنها يجب أن تعاني من الرعب المدقع، فيما يرفض العديد من المُشاهدين الفيلم الذي يظهر إرهابًا مُذعورًا من جانب رجل. هناك هدف للرعب، حيث أن الأنثى، إذا نجت، فهي تتطهر من الخصائص غير المرغوب بها، مثل السعي الدؤوب للمتعة الشخصية. ويُمكن القول أن بعض الأفلام، مثل فيلم الساحره (2015)، يقضي على التوقعات التقليدية للفتاة الأخيرة.

## أمثلة على الفتيات الأخيرات

### ماري كولينجوود
لُوحظ التناقض في تجسيد سارا باكستون لشخصية ماري كولينجوود في فيلم البيت الأخير على اليسار عام 2009، والتي اتبعت نموذج الفتاة الأخيرة. في حين أن نسخة فيلم البيت الأخير على اليسار عام 1972 أظهرت تجسيد ساندرا بيبودي للشخصية على أنها ضحية. وفي أفلام الاغتصاب والانتقام: دراسة نقدية، تُشير أليكساندرا هيلر-نيكولاس إلى أن نسخة 2009 من الشخصية تُظهر سمات مجازية، مُعلنةً: «ومع ذلك، فإن التحول الأكثر وضوحًا نحو بنية رعب أكثر عمومية، مع ذلك، يتجلى في عناصر الفتاة الأخيرة من شخصية ماري الغائبة في الأصل. في عام 2009، لم تكن ماري مُهتمة بالمخدرات وكانت تُقاومها إلى أن تستسلم لها في نهاية الأمر. فهي تُحارب مرة أخرى باستمرار طوال هجومها؛ وتقوم بإغراء كروج عمدًا لمنزل والديها في طريقة منها للحصول على مُساعدة ويُلاحظ كروغ نفسه في مرحلة ما بأنها عميلة رائعة. ويحتفل الفيلم بتصميم ماري على البقاء على قيد الحياة، وحقيقةً أن تستطيع ماري العيش، فيما لم تعكس نسخة عام 1972 عن قصد الإدانة للإصدار السابق. كانت ماري في فيلم 2009 سبّاحة سريعة وتمكنت من الهرب، رغم أنها كانت مُتأثرة بإصابتها بالرصاص في كتفها فحسب. لكن ماري في فيلم 1972 لم تكن قادرة جسديًا على الفرار، وبالتالي كان عقابها الموت. لم تُقتل شخصية ماري، التي لعبتها سارا باكستون في فيلم البيت الأخير على اليسار، وهذا يُقدم إمكانية أن تكون هي نفسها قادرة على تنفيذ انتقامها الخاص، وهو عمل درامي كان من شأنه أن يُحرك الفيلم بشكل أكبر من كونه فيلمًا انتقاميًا تابع لسلسة أفلام الاغتصاب والانتقام حين يتصرف والداها لأجلها، حيث تسعى المرأة المُغتصبة إلى الانتقام بنفسها ولنفسها.
إن تصوير ماري بعد أن يتركها كروغ وعصابته، على افتراض أنها ميتة، هو علامة أسلوبية واضحة، حيث تتسلق خارجًا نحو الماء المُظلم ليلًا لتجد منزلًا على غرار طراز وحش البحيرة السوداء. ويستمر تصويرها كوحش أبله طوال الفترة المُتبقية من الفيلم. لا تُعتبر ماري من الناجيات من الاغتصاب بقدر ما كانت تمشى كالميتة، كانت وظيفتها الوحيدة هي تزويد والديها، وبالتحديد والدها، بدافع الانتقام العنيف. حتى في المشاهد التي يقوم فيها جون بإجراء جراحة طارئة على طاولة القهوة في غرفة معيشتهم، يظهر وجه ماري في الغالب في الكاميرا، فتبدو ردة فعلتها وصدمتها أقل من تأثيرها على جسدها المُصاب بصدمة نفسية على والدها.»

### جيس برادفورد
يلعب دور أوليفيا هاسي في تجسيد شخصية جيس برادفورد مثالًا مُبكرًا لـالفتاة الأخيرة في فيلم عيد الميلاد الأسود لعام 1974، حيث كانت جيس برادفورد شخصية مُتطورة جدًا ورفضت التراجع ضد الخصوم من سلسلة من الذكور القاتلة بشكل أو بآخر. تقنيًا، لم تكن جيس بنتًا أخيرة وفقًا للتعريف الضيق لكلوفر، نظرًا لقلة عفتها، ولكن لكونها الناجية الوحيدة في وقت مُبكر في سلسلة أفلام التقطيع المُؤثرة، فغالبًا ما تم دراستها وتحليلها مع الفتيات الأخيرات.

### سالي هارديستي
سالي هارديست هي شخصية خيالية في فيلم مجزرة منشار تكساس لعام 1974، الذي أنتجه توبي هوبر وجسدتها مارلين بيرنز. اعتُبرت شخصية سالي واحدة من أقدم الأمثلة على مُصطلح الفتاة الأخيرة. وظهرت لاحقًا في مجزرة منشار تكساس: الجيل القادم كمريضة على نقالة بعجلات تُستخدم لنقل مرضى المُستشفيات. تظهر سالي لفترة وجيزة وهي تدور في مستشفى على عربة بينما لا تزال في غيبوبة. ثم تُعيد مارلين بيرنز دورها في هذا الفيلم مرة أخرى. وذُكرت سالي في مُقدمة فيلم مجزرة منشار تكساس 2 على الرغم من أنها لا تظهر جسديًا به. ويقول الراوي أن سالي وصفت مُواجهتها الصادمة مع ليبرفايس وأسرته وكأنها هربت عبر نافذة في الجحيم، وتبين أنها دخلت في حالة شذوذ حركي بعد أن كشفت عن محنتها للشرطة.

### لوري سترود
وفقًا لكلوفر، فإن شخصية لوري سترود بأفلام هالوين والهالوين الجزء الثاني وهالوين 20: 20 سنة لاحقًا تُعد مثالًا آخرًا على الفتاة الأخيرة. لوري سترود هي شخصية خيالية في سلسلة أفلام الهالوين، وتُجسدها المُمثلات جيمي لي كرتيس وسكوت تايلور كومبتون. ويُلاحظ توني ويليامز أن صورة كلوفر للفتيات الأخيرات تفترض أنهن أخيرات لا ينتصرن أبدًا في ذروة فيلم، كما أنهن لا ينجحن في تحاشي النظام الذكوري للأشياء كما تُجادل كلوفر. وهو يُقدم البطلة سترود مثالًا على ذلك، حيث يُنقذها الشخصية الذكورية صامويل لوميس في نهاية الفيلم. وظهرت لوري سترود في ستة أجزاء من عشرة أفلام هالوين، ظهرت لأول مرة في فيلم جون كاربنتر الأصلي عام 1978. لوري هي الشخصية الرئيسية في الأفلام الأولى والثانية والسابعة، وتظهر في بداية الفيلم الثامن في دور صغير. وعادت كرتيس في دور لوري سترود في هالوين 20: 20 سنة لاحقا، والفيلم السابع في هذه السلسلة. واستند السيناريو على قصة كيفين ويليامسون، وكانت القصة بمثابة تتمة للأفلام الست السابقة، وبالتالي ساعد هذا في الحفاظ على استمرارية الخط الزمني.

### إلين ريبلي
قبل إطلاق فيلم فضائي الجزء الثالث، اختارت كلوفر إلين ريبلي من سلسلة أفلام فضائي فتاة أخيرة. وتقول إليزابيث عزرا، أستاذة السينما والثقافة والإعلام الأوروبي في جامعة ستيرلينغ، في هذا التحليل في فيلم فضائي: القيامة، بحجة أنه يجب أن تكون كل من ريبلي وأنالي كول فتاتان أخيرتان، وأن البطلة كول هي الجيل القادم من فتيات كلوفر الأخيرات. ومن وجهة نظر عزرا، تعكس كول الصفات التي تناسب تعريف كلوفر لفتاة أخيرة، فلها اسم صبياني، ولديها قصة شعر قصيرة على الطراز الذكوري، وأنها تتميز، وفقًا لكلمات كلوفر، بالذكاء والجاذبية والكفاءة في الهندسة الميكانيكية والمسائل العملية الأخرى، إضافة إلى النفور الجنسي؛ ولكونها ميكانيكية في سفينة ترفض الطلب الجنسي الذي تقدمه الشخصيات الذكورية على متن السفينة. ومع ذلك، تُلاحظ عزرا أن كول تُناسب الوصف بشكل منقوص لأنها روبوت نسائي، وليست إنسانًا.
تُشكك كريستين كورنيا في فكرة أن ريبلي هي فتاة أخيرة، وتُقارن تحليل كلوفر للشخصية مع تحليل باربرا كريد، أستاذ الدراسات السينمائية في كلية الثقافة والاتصالات بجامعة ملبورن والمُهتمة بالنقد الحضاري، التي قدمت ريبلي على أنها الوجه المُطمئن للأنوثة. ولا تقبل كورنيا وجهتي نظر كل من كلوفر أو كريد حول ريبلي. في حين أنها تقبل أطروحة كلوفر العامة فيما يخص اتفاقية الفتاة الأخيرة، وتُردف قائلةً أن ريبلي لا تتبع اتفاقيات أفلام السلاشر، حيث أن أفلام الفضائي تتبع مُختلف أنواع سينما الخيال العلمي. وعلى وجه الخصوص، ليس هناك شيئًا بارزًا في فضائي، كما هو الحال في النوع السينمائي سلاشر، فيما يخُص نقاء الشخصية الجنسية والامتناع عن مُمارسة الجنس مُقارنة بالشخصيات الأخرى مثل من سيُقتله الوحش وفقًا لاتفاقية الفتاة الأخيرة. ووفقًا لكورنيا، يفتقر هذا النوع من الخيال العلمي، الذي يتمتع به فضائي، ببساطة إلى هذه النوعية من الطابع الجنسي في المقام الأول، لأنه لا يتمتع بأشكال الخيال العلمي التقليدية.

### جيني فيلد
غالبًا ما كان يُنظر إلى شخصية جيني فيلد في فيلم يوم الجمعة الثالث عشر الجزء الثاني كمثال مجازي على هذا النوع. في كتابه فزع الاختلاف: النوع الاجتماعي وسينما الرعب، ذكر باري كيث جرانت «أن جيني تُطبق، بشكل مُؤقت، الدور الاستبدادي للسيدة فورهيس من أجل البقاء». على الرغم من أن الظروف تستدعي ذلك، فإنها تستخدم بوضوح إستراتيجية أعدائها لتُصبح أمًا ذكورية بنفسها. ويطرح هذا الموقف، في الحقيقة، تسائلًا عن الصورة الإيجابية للفتاة الأخيرة. وأطلق عليها كيث جرانت غير المُظفرة، عندما نادت صديقها في نهاية الفيلم قائلةً أن ذلك تم بطريقة غير مُستقلة. يُشير جون كينيث موير إلى جيني في سينما الرعب في الثمانينيات: المجلد الأول، قائلاً «لعبت إيمي ستيل دور جيني، بطلتنا وبنتنا الأخيرة، والشخص الوحيد الذي يبدو حذرًا من الخطر القريب. إنها أكثر ذكاءً من أليس، وتكاد تتفوق حتى على لوري سترود أثناء نهاية الفيلم المتوترة، حيث تتنكر، بجرأة، كأم جاسون الميتة  وتبدأ في إصدار الأوامر الناقدة نحو القاتل المُتسلسل المُرتبك». وفي كتابه دية النفس: قصة تاريخ أول سلسلة أفلام سلاشر لفتاة مراهقة، قال ريتشارد نويل: «إن التحول في توصيف القيادات النسائية كان أيضًا بوقًا أثناء دخول جيني واثق النفس في فيلم يوم الجمعة الثالث عشر الجزء الثاني. حيث قام صانعو السينما سابقًا بتقديم أليس وهي ترتدي سروالًا جينزًا من قماش الدنيم مع قميص الحطاب عديم الشكل مع تتابع تقليدي جذاب يعكس التآلف والدمج بين الصفات الذكورية مع السمات الأنثوية، فيما تتواجد جيني في فولكس فاغن بيتل، مُرتدية تنورة فوشيا وقميص قصير. يُثير تبني جيني لإستراتيجية الوحش، في الجزء الثاني، تساؤلات عما إذا كانت صورة الفتاة الأخيرة إيجابية في الواقع كليًا».

### سارة كونور
سارة جانيت كونور هي شخصية خيالية في سلسلة ذا تيرميناتور. وكانت شابة خجولة في معظم أجزاء الفيلم الأول. كان أرنولد شوارزنيجر، الآلي المدمر، يرغب في تغيير الزمن بأمر من الآليين، الذين بحثوا أولًا عن سارة كونور لقتلها، خوفًا من إنجابها لابنها جون، الذي يُصبح أحد عناصر المُقاومة البشرية ضد الآليين في المُستقبل. فأُرسل كايل ريس لحماية سارة كونور من خطر الآلي الذي جاء من أجلها وأراد قتلها مُتخفيًا بالزي البشري. فنجح كايل ريس في حمايتها وبدأ معها قصة حب ليُصبح أبًا لجون كونور، ولكن بعد أن قُتل كايل ريسي، ونجت هي وأصبحت حاملًا بانتظار إنجاب ابن لها، ذهبت إلى مكان بعيد. وبحلول نهاية الفيلم، عندما كانت في طريقها إلى وجهتها ضد ذا تيرميناتور، كانت قد أصبحت بطلة قاسية مثل الأظافر، وهزمت المُدمر عن طريق مكبس هيدروليكي، حيث سحقته. وقام العلماء بأخذ أحد أذرعة الألي تيرومونيتر السليم الوحيد. وظهرت في الجزء الثاني مُحاربة مُتشددة وفي خطر فُقدان إنسانيتها، عندما أخذوها إلى مستشفى الأمراض العقلية، عندما قامت بتدمير الكمبيوتر، وكانت قلقة بشدة بشأن ابنها جون كونور، بعد أن قامت شركة سكاي نت الأمنية بدراسة هذه الذراع المتطورة جدًا ومُحاولة تكملة النموذج لإنسان آلي كامل بنفس الميكانيكية المُستخدمة له لإرساله إلى الأرض للقضاء على جون كونور زعيم المُقاومة بالمستقبل.

### نانسي طومسون
لطالما كانت شخصية نانسي طومسون بفيلمي كابوس في شارع إلم وكابوس شارع إيلم 3: محاربو الأحلام واحدة من أكثر بطلات أفلام الرعب تأثيرًا. في كتابه أفلام رعب في الثمانينيات، أشار جون كينيث موير إلى نانسي طومسون، قائلًا ما يلي:
«كما كتبت كرافن وأدت هيثير لانجنكامب، أن نانسي غريبة بعض الشيءء على هذا النوع من سينما الرعب: فهي شابه ذكية قادرة على ربط الأشياء المُهمة في حياتها. وحدها نانسي قادرة على إدراك الصلة الفعلية بين العوالم وعلى رؤية ما هو أبعد من الواقع كونها تدربت على فعل ذلك وفقًا لتاريخ العائلة. وهي مُستعدة في معركتها مع فريدي، لأنها اكتشفت بالفعل الحقيقة المُظلمة الكامنة تحت سطح شارع إلم. عانت نانسي من طلاق والديها، وغياب والدها، وإدمان والدتها الكحول... حتى أنها قُورنت صراحةً مع هاملت... فقمع هاملت أكاذيب والدته، وهو الفعل الذي تكرره نانسي أثناء الفيلم...»
«لذا فإن مُفتاح هزيمة فريدي... هو شيء يتعارض مع أبرز سمات نانسي. فيجب عليها أن تُدير ظهرها إلى شيطان الحلم. يجب عليها استعادة كل الطاقة التي أعطتها له... فإن أزمة نانسي تتمحور في معرفة متى تحفر من أجل الحقيقة ومُواجهة الأكاذيب، ومتى تُدير ظهرها للفساد والأكاذيب التي اكتشفتها...»
«يجب على الفتاة الأخيرة اتخاذ خطوات فعّالة لحماية نفسها وقهر الشر. على سبيل المثال، تشتري نانسي دليل البقاء على قيد الحياة والدفاع عن النفس، وفي نهاية شارع إلم، تستدرج فريدي في مُطاردة معه إلى أفخاخ مُتفجرة... على عكس لوري، الذي يُصورها الهالويين على أنها ضحية مصير لا يُمكن تغييره، شخص ما يجب أن يُباشر بالدفاع بسرعة وبشكل آلي، فنانسي مُسلّحة للمعركة ومُستعدة للتحرك.»

### سيدني بريسكوت
تُشير كيرني إلى شخصية سيدني بريسكوت في سلسلة أفلام الصرخة بامتياز حيث أنها الشخصية الخيالية الرئيسية التي مثلتها الممثلة الكندية نيف كامبل، والتي تُصبح هدفًا لسلسلة من القتلة المضطربين عقليًا والمُتخفين بقناع وجه الشبح لمُطاردة وتعذيب ضحاياهم وقتلهم بطريقة عنيفة بوضوح، وغالبًا بأداة حادة مثل السكين والفأس. تتلقى سيدني المُساعدة من مُفوض البلدة ديوي رايلي، الذي لعبه ديفيد أركيت، والصحفية جيل ويذيرز، التي لعبتها كورتني كوكس، ومهووس الأفلام راندي ميكس، الذي لعبه جيمي كينيدي. ظهرت سيدني أول مرة في فيلم صرخة (1996)، وتبعه كل من صرخة 2 (1997) وصرخة 3 (2000) وصرخة 4 (2011). وكانت إحدى الصور النمطية للفتيات الأخيرات، التي من المُفترض أن تكون عذراء، إلا أن أفلام الصرخة تحدت ذلك من خلال السماح لبريسكوت بالبقاء حتى النهاية حتى بعد ممارسة الجنس.

### جولي جيمس
تُعتبر جولي جيمس من فيلم أعرف ماذا فعلت الصيف الماضي مثالا للصورة النمطية للفتاة الأخيرة، فهي غير جاهزة جنسيًا؛ وعلى الرغم من أنها ليست عذراء إلا أنها عادت بعد سنة من الأحداث في الفيلم بملابس رزينة وطبيعة مُنغلقة. ومع هذا، تُعتبر جولي من الشخصيات البغيضة بالنسبة لدورها كفتاة أخيرة، حيث كانت جولي تتملل أو تشتكي أو تصرخ منذ البداية. سلوكها مفهوم باعتبار أنها أُجبرت على عقد اتفاق سري بعد أن تخلصت هي وأصدقاؤها من جثة شخص، ثم أمضت عامها الجامعي في كآبة شديدة أثرت على حياتها الاجتماعية ودرجاتها. وقطعت العلاقات مع الجميع من بلدتها، بما في ذلك أمها. إنه رد فعل مفهوم بعد هذا الحدث الصادم. ومع ذلك، فإن عنادها في إعادة التواصل بأصدقائها، أو على الأقل هيلين أعز أصداقائها، يجعلها غير مرغوبة.

## الفتاة الأخيرة حديثًا
لم تذهب الفتاة الأخيرة أبدًا بعد نهاية عقد التسعينات، وتستمر أفلام الرعب في تجسيدها بشكل أكثر. فيلم الرعب سايلنت هاوس في عام 2011، هو فيلم تجريبي مُكثف عن الفتاة الأخيرة والمُمثلة إليزابيث أولسن هي الشخصية الوحيدة على الشاشة حينما تُترك وحدها في منزل مُرعب. الإصدار الجديد لفيلم الشيء عام 2011 يُكرر نفس التوليفة، في حين أن الفيلم الأصلي عام 1982 يحتوي على طاقم جميعه مُكونًا من الذكور، بينما فيلم عام 2011 به امرأة شابة في دور كورت روسل، تُحارب الغزاة الفضائيين بعد أن قُتل طاقمها. وتُعتبر النسخة الجديدة هي أكثر من مُجرد إيماءة بسيطة لشخصية ريبلي في أفلام الفضائي.
يشتمل فيلم المنزل في آخر الشارع على شخصيتين تندرجا تحت معايير الفتاة الأخيرة، وهما إليسا، التي لعبت دورها جينيفر لورنس، وأمها سارة، والتي جسدتها إليزابيث شو، ولا تزال الصفات الأساسية التي تستند إليها حُجة كلوفر سارية في الفيلم. في النهاية، تتحد المرأتان على القاتل، وتطلق إليسا النار عليه ثم تنقذها سارة من خلال توجيه الضربة النهائية. وينتهي الأمر بالاثنتين بإنقاذ بعضهما البعض، بدلًا من الوضع المُعتاد عندما تتولى شخصية ذكورية إنقاذ الفتاة الأخيرة.
يلقي ألكسندر أجا في فيلمه الفرنسي التوتر الشديد منحنى مثير للاهتمام في نوعية أفلام السلاشر من خلال عرض قاتل يظهر لأول مرة ذكرًا، لكن يُكشف لاحقًا أنه أنثى. ويجادل ماثيو روبنسون الناقد المتخصص في أفلام الرعب والتقطيع، أن الفيلم يجهد نظرية كلوفر بشكل أكثر، عن طريق الإيحاء بأن القاتلة ماري تلاحق الضحية بدافع العشق.
في الآونة الأخيرة، ظهر فيلمان يقدمان نظرة تأملية تستند على الصفات الأساسية لـلفتاة الأخيرة، وهما الفتيات الأخيرات (2015) والفتاة الأخيرة (2015) حيث اعترفا علنا بالنظرية. عابت شيلا أومالي فيلم الفتيات الأخيرات لمعالجته مسائل نظرية كلوفر بشكل سطحي، واعتبرت الفيلم تجربة مخيبة للآمال إذا كنت مخلصًا لأفلام السلاشر. فيلم الفتاة الأخيرة من إخراج تايلر شيلدز، يمثل مزج غريب من الأنواع العامة للأفلام. قد يكون عنوانه إشارة إلى الكليشيهات في أفلام التقطيع، لكنه أقل إثارة للرعب من أي فيلم آخر. ويدور حول شاب يجند اليتيمة فيرونكيا لتكون تلميذته المختصة بالقتل وتستغل إحدى المواقف بعد استدراجها للغابة من قبل مجموعة من الشباب.